# Rue Varsovie
La rue Varsovie (en occitan : carrièra Varsòvia) est une voie de Toulouse, chef-lieu de la région Occitanie, dans le Midi de la France.

## Situation et accès

### Description
La rue Varsovie est une voie publique. Elle se trouve dans le quartier de la Patte-d'Oie, dans le secteur 2 - Rive gauche. Elle est longue de 220 mètres. 
La chaussée compte une seule voie de circulation automobile à sens unique. Elle est définie comme une zone 30 et la vitesse y est limitée à 30 km/h. Il n'existe pas de piste, ni de bande cyclable, quoiqu'elle soit à double-sens cyclable.

### Voies rencontrées
La rue Varsovie rencontre les voies suivantes, dans l'ordre des numéros croissants (« g » indique que la rue se situe à gauche, « d » à droite) :
1. Rue de Cugnaux
2. Impasse Varsovie
3. Place François-Roguet

### Transports
La rue Varsovie n'est pas directement parcourue par les transports en commun Tisséo. Elle se trouve cependant à proximité immédiate de la place François-Roguet et des allées Charles-de-Fitte, où se trouvent la station Saint-Cyprien – République, sur la ligne de métro , ainsi que les arrêts des lignes de bus 13144566.
Il existe plusieurs stations de vélos en libre-service VélôToulouse dans les voies les plus proches de la rue Varsovie : les stations no 72 (23 allées Charles-de-Fitte), no 73 (40 allées Charles-de-Fitte) et no 105 (12 avenue Étienne-Billières).

## Odonymie
L'origine du nom de la rue Varsovie n'est pas liée à la ville du même nom, capitale de la Pologne. Il s'agit d'une déformation du patronyme d'un certain Nicolas Versevi (ou Versevy), qui habitait dans la rue à la fin du XVIIe siècle et, ayant été oublié, s'est altéré au cours des siècles,. Au cours du XIXe siècle apparaît, à côté de la désignation de « rue Varsovie », la forme concurrente « rue de Varsovie », qui s'impose progressivement. Une autre version, popularisée par Alphonse Brémond au milieu du XIXe siècle, mais repoussée par Pierre Salies, propose une explication différente dans l'origine du nom de la rue de Varsovie : des chais pour conserver le vin auraient été construits dans la rue, où on aurait donc « versé le vin » (versa vin selon la graphie normalisée de l'occitan, berso bi en graphie ancienne),.

## Patrimoine et lieux d'intérêt

### Établissements hospitaliers
- no  15 : hôpital Joseph-Ducuing[5].
- no  16-22 : clinique Rive Gauche.

### Immeubles et maisons
- no  1-3 : Centre communal d'action sociale. 
En 1855, un asile est fondé par Hippolyte Olivier sur un terrain qu'il possède rue Varsovie (actuels no 1 à 5). La maison consiste alors en une bâtisse en rez-de-chaussée, longue de neuf travées, probablement construite dans la première moitié du XIXe siècle. La façade, de style néo-classique, est d'une simplicité élégante. Elle est encadrée de pilastres à chapiteaux doriques, soutenant un entablement orné d'un triglyphe et surmonté d'une corniche moulurée. On retrouve ce décor autour de la porte centrale. En arrière et sur les côtés de la maison se trouve un vaste jardin, qui sert au repos des pensionnaires. Le bâtiment est progressivement agrandi de deux corps de bâtiments latéraux. Celui de gauche, qui est occupé par les sœurs de Saint-Vincent de Paul, est surélevé en 1888. 
L'ancien asile abrite aujourd'hui plusieurs services du Centre communal d'action sociale (CCAS)[6]. Le site de la rue Varsovie s'adresse particulièrement aux personnes âgées : on y trouve un Centre d'hébergement temporaire (actuel no 1) et le Club Olivier[7].

- no  5 : crèche Varsovie. 
En 1855, un asile est fondé par Hippolyte Olivier sur un terrain qu'il possède rue Varsovie (actuels no 1 à 5). En 1912, le bureau de bienfaisance de la ville confie la construction d'une crèche à l'architecte Eugène Curvale. Le bâtiment, de style éclectique, adopte les formes de l'architecture industrielle du Nord de la France. Il a abrité la Goutte de Lait, puis la crèche Varsovie[8].